# یک تصادف ساده
یک تصادف ساده (به انگلیسی: It Was Just an Accident)(به فرانسوی: Un simple accident) یک فیلم دلهره‌آور محصول سال ۲۰۲۵ به نویسندگی و کارگردانی جعفر پناهی، کارگردان ایرانی است. این فیلم به صورت مشترک توسط ایران، فرانسه و لوکزامبورگ تهیه شده است. پناهی، که به دلیل انتقادهایش از دولت ایران چندین بار زندانی شده، این فیلم را بدون دریافت مجوز رسمی فیلم‌برداری از مقامات ایرانی ساخته است.
این فیلم نخستین‌بار در بخش مسابقه اصلی هفتاد و هشتمین جشنواره فیلم کن در تاریخ ۲۰ مه ۲۰۲۵ به نمایش درآمد و موفق به کسب نخل طلا شد. همچنین، قرار است این فیلم در تاریخ ۱۰ سپتامبر ۲۰۲۵ توسط شرکت توزیع ممنتو در فرانسه به‌صورت عمومی اکران شود.

## طرح
مردی به نام اقبال در حال رانندگی در شب همراه با همسر باردارش است که ناگهان با یک سگ تصادف می‌کند و آن را می‌کشد. این تصادف، آسیب شدیدی به موتور ماشین وارد می‌کند و خودرو کمی بعد از کار می‌افتد. اقبال به ناچار به تعمیرگاهی در نزدیکی پناه می‌برد که متعلق به وحید است. وحید متوجه شباهت زیاد اقبال به مأموری می‌شود که در زندان او را شکنجه داده و زندگی‌اش را نابود کرده بود.
وحید شروع به تعقیب اقبال می‌کند؛ مردی که با پای مصنوعی راه می‌رود، و در نهایت او را می‌رباید. وحید قصد دارد او را زنده به گور کند، اما در هویت واقعی اقبال دچار تردید می‌شود و تصمیم می‌گیرد با یکی از هم‌بندان سابق خود تماس بگیرد تا موضوع را روشن کند.
او با چند نفر ملاقات می‌کند: سَلار، کتاب‌فروش؛ شیوا، عکاس عروسی؛ گُلی، عروس؛ علی، داماد؛ و حمید، کارگری خشمگین. این افراد همگی در ون وحید جمع می‌شوند و در روز و شب به همراه هم در شهر می‌چرخند، در حالی که به دنبال انتقام از مردی هستند که روزگاری به شکلی بی‌رحمانه آن‌ها را آزار داده است.
اما در طول مسیر، آن‌ها دربارهٔ اخلاقی بودنِ کشتن مردِ اسیر و این‌که آیا او واقعاً همان فردِ شکنجه‌گر است یا نه، دچار تردید و درگیری درونی می‌شوند.

## بازیگران
- وحید مبصری در نقش وحید
- مریم افشاری در نقش شیوا
- ابراهیم عزیزی در نقش اقبال
- حدیث پاک‌باطن در نقش گلرخ
- مجید پناهی در نقش داماد
- محمدعلی الیاس‌مهر در نقش حمید

## تولید

### پیش‌زمینه

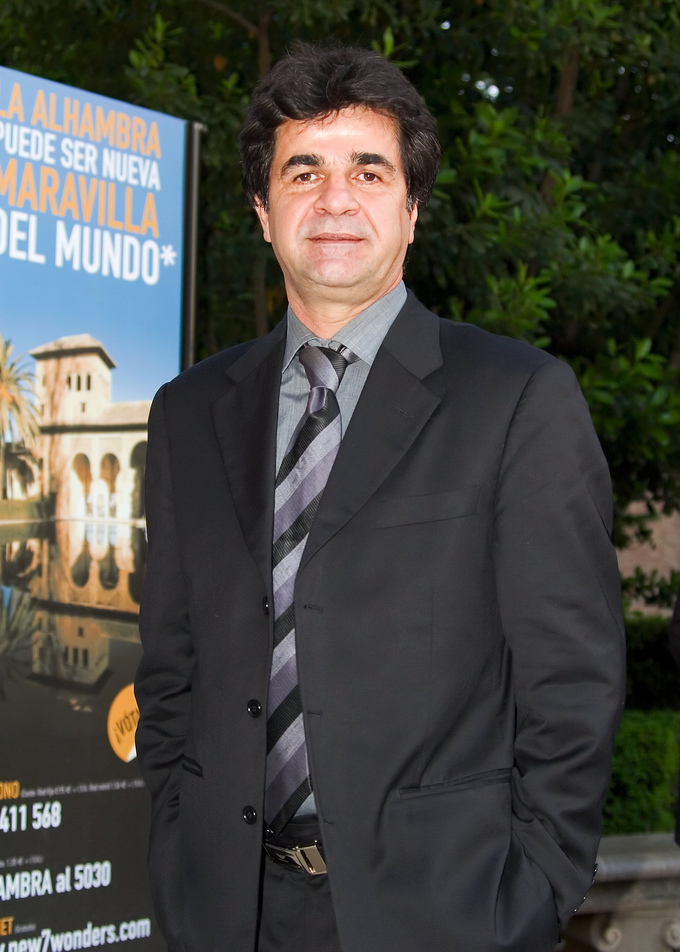
پناهی در سال ۲۰۰۷

«یک تصادف ساده» فیلمی از جعفر پناهی، یکی از شناخته‌شده‌ترین کارگردانان ایران است. او در گذشته بارها در آثار خود از سیاست‌های جمهوری اسلامی انتقاد کرده بود. پناهی در سال ۲۰۲۲ پس از محکومیت در سال ۲۰۱۰ به شش سال زندان و ۲۰ سال ممنوعیت از کار، دستگیر شد. او در آن زمان هنوز دوران حبس خود را آغاز نکرده بود. این تصمیم به شدت مورد انتقاد بین‌المللی قرار گرفت. پس از تقریباً هفت ماه بازداشت، پناهی در اوایل فوریه ۲۰۲۳، پس از آنکه دست به اعتصاب غذا زد، آزاد شد. با وجود ممنوعیت کار، او همیشه موفق شده بود پروژه‌های سینمایی را در ایران به پایان برساند و آنها را در خارج از کشور اکران کند. در غیاب او، فیلم خرس نیست (۲۰۲۲) در بخش مسابقه اصلی هفتاد و نهمین جشنواره بین‌المللی فیلم ونیز به نمایش درآمد و برندهٔ جایزه ویژه هیئت داوران شد.

### تأمین مالی و فیلمبرداری
فیلم یک تصادف ساده توسط پناهی با همکاری فیلیپ مارتین برای «له فیلم پلیاس»، یک شرکت مستقر در پاریس که فیلم برندهٔ نخل طلای آناتومی یک سقوط اثر ژوستین تریه را تولید کرده بود، تهیه شده است. این فیلم به‌طور مشترک توسط «بیدی‌بول پروداکشنز» (لوکزامبورگ) و «پیو و کو» (فرانسه) تهیه شده است. مراحل پس از تولید فیلم در فرانسه به پایان رسیده است. طبق گزارش پخش‌کنندهٔ مخالف رادیو فردا، پناهی «یک تصادف ساده» را دوباره بدون کسب پروانه ساخت از جمهوری اسلامی فیلمبرداری کرده است. همچنین گفته می‌شود که بازیگران زن این فیلم بدون حجاب اجباری جلوی دوربین رفته‌اند.

## انتشار
یک تصادف ساده برای اولین بار در مه ۲۰۲۵ در هفتاد و هشتمین جشنواره فیلم کن به نمایش درآمد. این فیلم نخستین حضور پناهی در جشنواره کن پس از آخرین حضورش در سال ۲۰۱۸ با فیلم سه‌رخ است که جایزه بهترین فیلمنامه جشنواره کن را دریافت کرد. دبیر جشنواره کن در کنفرانس مطبوعاتی معرفی فیلم‌های منتخب جشنواره اعلام کرد که پناهی خواسته است فعلاً چیزی دربارهٔ فیلمش نگوید و به‌جز خلاصه‌ای کوتاه، هیچ چیز دربارهٔ فیلم جدید، حتی بازیگران آن فاش نشده بود.
فروش بین‌المللی توسط «mk2 Films» انجام می‌شود. این فیلم ۱۰ سپتامبر ۲۰۲۵ توسط «Memento Distribution» در فرانسه با عنوان «یک تصادف ساده» اکران می‌شود. کمپانی نئون نیز با خرید حق پخش فیلم، «یک تصادف ساده» را در آمریکا و چند کشور دیگر اکران می‌کند.

## بازخورد
در وبگاه جمع‌آوری نقد راتن تومیتوز، ٪۱۰۰ از ۱۷ بررسی منتقدان مثبت است. این فیلم در متاکریتیک که از میانگین وزنی استفاده می‌کند، بر اساس نظر ۱۰ منتقدین امتیاز ۸۸ از ۱۰۰ را کسب کرده که نشان‌گر «تحسین همگانی» است.

## جوایز و نامزدی‌ها
| رویداد     | تاریخ      | دسته‌بندی | گیرنده(ها) | نتیجه | منا.   |
| ---------- | ---------- | -------- | ---------- | ----- | ------ |
| جشنواره کن | ۲۴ مه ۲۰۲۵ | نخل طلا  | جعفر پناهی | برنده | [ ۱۴ ] |

## واکنش‌ها
شماری از نهادها و افراد ایرانی و غیرایرانی در شبکه‌های اجتماعی از دریافت جایزه نخل طلا برای جعفر پناهی ابراز خوشحالی کردند و به او تبریک گفتند.
- جبهه ملی ایران با انتشار بیانیه‌ای ضمن تبریک به جعفر پناهی «هنرمند مردمی و آزادی‌خواه و مستقل ایرانی» و جامعهٔ هنری ایران، دریافت جایزهٔ نخل طلای جشنوارهٔ کن را خبر مسرت‌بخشی دانست که در کنار ده‌ها خبر تلخ و ناگوار دل مردم ایران را شاد و نام ایران را در پهنهٔ جهانی زنده و سرافراز گردانید.[۱۶]
- شورای هماهنگی تشکل‌های صنفی فرهنگیان ایران اعطای نخل طلای کن به پناهی را «پاسداشت شجاعت و خلاقیت یک هنرمند متعهد» و «یادآور قدرت هنر در بیان حقیقت، ایستادگی در برابر سانسور، و دفاع از کرامت انسان در تاریک‌ترین روزها» و «افتخاری برای تمام مردم ایران» و الهام‌بخش باورمندان به «آزادی اندیشه، عدالت و مقاومت فرهنگی» دانست.[۱۷] همچنین اسکندر لطفی عضو این تشکل نیز با انتشار مطلبی دریافت این جایزه توسط پناهی را فراتر از یک افتخار هنری، «به مثابه بیانیه‌ای جهانی علیه سانسور، سرکوب و روایت‌سازی‌های حکومتی» و «پیروزی‌ای علیه فراموشی»، «اعلام حضوری آرام، اما عمیق» و «گامی بلند به‌سوی آینده‌ای که دیگر ساخته می‌شود، نه تحمیل» دانست.[۱۸]
- حزب چپ ایران با انتشار بیانیه‌ای ضمن تبریک به «جعفر پناهی و همکارانش، به جامعهٔ هنری و سینمائی و به همهٔ مردم آزادی‌خواه ایران»، پناهی را «آینهٔ درد و رنج مردم» ی نامید «به وسعت ایران که صدایشان به درازی عمر جمهوری اسلامی در گلو خفه شده»، و دوربین او را «پژواکی از حقیقت در سرزمینی» دانست که «سانسور، سرکوب، زندان و حتی طناب دار هزینهٔ آزاداندیشی است».[۱۹]
- سازمان کارگران انقلابی ایران (راه کارگر) و حزب کمونیست ایران در اعلامیه‌ای مشترک فیلم یک تصادف ساده را «روایت ماراتن نافرمانی مدنی مردم ایران» نامیدند و ساخت آن را بدون مجوز حکومتی «روایت شیوه‌های مبارزاتی مردمان ایران در زیر سرکوب شدید، سانسور نهادینه‌شده، دخالت بی‌شرمانهٔ حاکمان در همهٔ ابعاد زندگی شهروندان» دانستند و دریافت این جایزه را به «هنرمندان و سینماگران متعهد و مردمی»، «زندانیان سیاسی الهام‌بخش این فیلم»، «مبارزان علیه سانسور و دخالت‌های حکومتی در زندگی مردم» و به «پیش‌برندگان نافرمانی مدنی الهام‌بخش و ستایش‌برانگیز مردم ایران» تبریک گفتند.[۲۰]
- همگامی برای جمهوری سکولار دموکرات در ایران ضمن اشاره به آثار و مبارزات جعفر پناهی و تبریک به وی، او را کارگردانی دانست که «دغدغه حقیقت و انسان را دارد» و «برای بازسازی روایت‌های زندگی مردم در سینما» بی‌وقفه تلاش می‌کند و «الهام‌بخش مخاطبان در سراسر جهان است».[۲۱]
- رضا پهلوی، واپسین ولیعهد ایران، در شبکه ایکس خطاب به جعفر پناهی نوشت: «کسب نخل طلای کن افتخار بزرگی نه فقط برای شما بلکه برای کشور ما ایران است.» و در واکنش به سخنان جعفر پناهی بعد از دریافت جایزه گفت: «خواست آزادی ایران… همه آن چیزی است که ایرانیان یک‌صدا و متحد برای دستیابی به آن با جمهوری اسلامی مبارزه می‌کنند. آرزومند روزی هستم که شما و همه سینماگران ایرانی بتوانید در کشور خود آزادانه و به دور از هر گونه ممنوعیت و سانسور فیلم بسازید.»[۲۲]
- نرگس محمدی، برنده جایزه صلح نوبل، در شبکه ایکس نوشت: «او نه با یک تصادف ساده که در روندی خستگی ناپذیر برای تعمیق مفاهیمی انسانی و حقوق بشری در این جایگاه ممتاز ایستاده است. به ملت ایران به سرزمین پر افتخارمان و به جعفر پناهی تبریک می‌گویم.»[۱۵]
- ژان‌نوئل بارو، وزیر خارجه فرانسه، در واکنش به اهدای نخل طلا به جعفر پناهی، این جایزه را «حرکتی نمادین از مقاومت در برابر ستم رژیم ایران» خواند و اظهار داشت: «این افتخار بار دیگر امید را در دل تمامی آزادی‌خواهان جهان زنده می‌کند.»[۲۳][۲۴]
- حامد اسماعیلیون، نویسنده و فعال سیاسی مخالف جمهوری اسلامی، پناهی را «قهرمانی واقعی» توصیف کرد و با اشاره به فعالیت‌های این فیلم‌ساز نوشت: «او با موانع بزرگی چون سرکوب، اختناق و سانسور روبه‌رو بوده است. شجاعت او الهام‌بخش همه کسانی است که برای عدالت و آزادی می‌جنگند و هم‌زمان هشداری است به آنان که در پیِ سازش با مستبدان هستند.»[۲۴]
- نازنین بنیادی، بازیگر سینما و از چهره‌های مخالف جمهوری اسلامی، در حساب کاربری ایکس خود، بخشی از صحبت‌های پناهی در زمان دریافت جایزه نخل طلا را بازنشر کرده و او را به‌دلیل «صدای وحدت‌آفرین‌اش» ستایش کرد.[۲۴]
- محمد رسول‌اف، کارگردان شناخته‌شده ایرانی، در بیانیه‌ای مشترک با کاوه فرنام و فرزاد پاک، تهیه‌کنندگان فیلم «شیطان وجود ندارد»، با تبریک به جعفر پناهی به مناسبت دریافت نخل طلا، این جایزه را «ضربه‌ای سنگین و غیرمنتظره به ساختار سرکوب در جمهوری اسلامی» توصیف کردند. آنها در این بیانیه نوشته‌اند: «پس از سال‌ها تلاش، ایستادگی و خلاقیت از سوی نسل‌هایی از سینماگران، امروز نظام فرسوده و در حال فروپاشی سانسور به عقب رانده شده است.»[۲۵]
- مهدی محمودیان، روزنامه‌نگار و زندانی سیاسی، در پیامی از زندان اوین نوشت: «نخل طلای پناهی فقط یک افتخار سینمایی نیست؛ پیروزی حقیقت است بر سانسور؛ مقاومت است در برابر خاموشی، و اثباتی است بر اینکه تصویر حتی اگر در پستو ساخته شود، می‌تواند بر فراز جهان بدرخشد.»[۲۴]

## پیامدها و حواشی
در پی اظهارات وزیر خارجه فرانسه در حمایت از جعفر پناهی، وزارت امور خارجه جمهوری اسلامی ایران در تاریخ ۴ خرداد کاردار فرانسه در تهران را احضار کرد. محمد تنهایی، رئیس اداره دوم غرب اروپای وزارت خارجه، این اظهارات را «مداخله‌ای آشکار در امور داخلی ایران» و «موهن و مبتنی بر ادعاهای بی‌اساس» خواند.